# Circuito de Selecciones Femeninas 2021
El Circuito de Selecciones 2021 fue una serie de torneos regionales de rugby 7 femenino disputados por los seleccionados femeninos de la uniones provinciales afiliadas a la Unión Argentina de Rugby, los cuales funcionaron como clasificatorios para el Seven de la República Femenino 2021 y el Seven de la República Femenino Juvenil 2021. Se disputaron entre el 24 de octubre y el 7 de noviembre de 2021.
Las competencias otorgan seis plazas directas al Seven de la República Femenino de cada categoría, clasificando el seleccionado campeón de cada región. Las seis plazas restantes fueron otorgadas a las seis selecciones no clasificadas con la mayor cantidad de jugadoras fichadas.

## Torneo Regional Centro
El Torneo Regional Centro se disputó en dos fechas: la primera fue el 24 de octubre en las instalaciones del Old Resian Club en Rosario y la segunda fue el 7 de noviembre en Club Alma Juniors de Esperanza, Santa Fe.

### Mayores
En Mayores, la Unión Cordobesa de Rugby obtuvo el título y se quedó con la clasificación directa al Seven de la República.
| Pos. | Equipos    | Partidos | Partidos | Partidos | Tantos | Tantos | Tantos | Pts. |
| Pos. | Equipos    | G        | E        | P        | PF     | PC     | DP     | Pts. |
| ---- | ---------- | -------- | -------- | -------- | ------ | ------ | ------ | ---- |
| 1.°  | Córdoba    | 5        | 1        | 0        | 172    | 32     | +140   | 27   |
| 2.°  | Rosario    | 3        | 0        | 3        |        |        |        | 13   |
| 3.°  | Santa Fe   | 2        | 1        | 3        |        |        |        | 11   |
| 4.°  | Entre Ríos | 1        | 0        | 5        | 24     | 140    | -116   | 4    |

|  | Campeón. Clasifica de forma directa.       |
|  | Clasifica por cant. de jugadoras fichadas. |

| 24 de octubre | Rosario | 5 - 38  | Córdoba | Old Resian Club, Rosario |  |
|               |         | Reporte |         |                          |  |

| 24 de octubre | Entre Ríos | 5 - 21  | Santa Fe | Old Resian Club, Rosario |  |
|               |            | Reporte |          |                          |  |

| 24 de octubre | Rosario | 7 - 20  | Santa Fe | Old Resian Club, Rosario |  |
|               |         | Reporte |          |                          |  |

| 24 de octubre | Córdoba | 38 - 0  | Entre Ríos | Old Resian Club, Rosario |  |
|               |         | Reporte |            |                          |  |

| 24 de octubre | Rosario | 28 - 0  | Entre Ríos | Old Resian Club, Rosario |  |
|               |         | Reporte |            |                          |  |

| 24 de octubre | Santa Fe | 12 - 24 | Córdoba | Old Resian Club, Rosario |  |
|               |          | Reporte |         |                          |  |

| 7 de noviembre | Córdoba | 31 - 5  | Rosario | Club Alma Juniors, Esperanza |  |
|                |         | Reporte |         |                              |  |

| 7 de noviembre | Santa Fe | 10 - 19 | Entre Ríos | Club Alma Juniors, Esperanza |  |
|                |          | Reporte |            |                              |  |

| 7 de noviembre | Santa Fe | P.P. - G.P. | Rosario | Club Alma Juniors, Esperanza |  |

| 7 de noviembre | Entre Ríos | 0 - 31  | Córdoba | Club Alma Juniors, Esperanza |  |
|                |            | Reporte |         |                              |  |

| 7 de noviembre | Entre Ríos | 0 - 12  | Rosario | Club Alma Juniors, Esperanza |  |
|                |            | Reporte |         |                              |  |

| 7 de noviembre | Córdoba | 10 - 10 | Santa Fe | Club Alma Juniors, Esperanza |  |
|                |         | Reporte |          |                              |  |

### Juveniles
En juveniles la Unión Entrerriana de Rugby se quedó con el título de forma invicta y ganando todos sus partidos.
| Pos. | Equipos    | Partidos | Partidos | Partidos | Tantos | Tantos | Tantos | Pts. |
| Pos. | Equipos    | G        | E        | P        | PF     | PC     | DP     | Pts. |
| ---- | ---------- | -------- | -------- | -------- | ------ | ------ | ------ | ---- |
| 1.°  | Entre Ríos | 6        | 0        | 0        | 104    | 66     | +38    | 25   |
| 2.°  | Córdoba    | 4        | 0        | 2        | 99     | 65     | +34    | 20   |
| 3.°  | Santa Fe   | 1        | 1        | 4        |        |        | -35    | 7    |
| 4.°  | Rosario    | 0        | 1        | 5        |        |        | -37    | 4    |

|  | Campeón. Clasifica de forma directa.       |
|  | Clasifica por cant. de jugadoras fichadas. |

| 24 de octubre | Rosario | 12 - 30 | Córdoba | Old Resian Club, Rosario |  |
|               |         | Reporte |         |                          |  |

| 24 de octubre | Entre Ríos | 17 - 10 | Santa Fe | Old Resian Club, Rosario |  |
|               |            | Reporte |          |                          |  |

| 24 de octubre | Rosario | 15 - 19 | Santa Fe | Old Resian Club, Rosario |  |
|               |         | Reporte |          |                          |  |

| 24 de octubre | Córdoba | 12 - 19 | Entre Ríos | Old Resian Club, Rosario |  |
|               |         | Reporte |            |                          |  |

| 24 de octubre | Rosario | 14 - 22 | Entre Ríos | Old Resian Club, Rosario |  |
|               |         | Reporte |            |                          |  |

| 24 de octubre | Santa Fe | 5 - 15  | Córdoba | Old Resian Club, Rosario |  |
|               |          | Reporte |         |                          |  |

| 7 de noviembre | Córdoba | 22 - 17 | Rosario | Club Alma Juniors, Esperanza |  |
|                |         | Reporte |         |                              |  |

| 7 de noviembre | Santa Fe | 10 - 17 | Entre Ríos | Club Alma Juniors, Esperanza |  |
|                |          | Reporte |            |                              |  |

| 7 de noviembre | Santa Fe | E.P. - E.P. | Rosario | Club Alma Juniors, Esperanza |  |

| 7 de noviembre | Entre Ríos | 12 - 5  | Córdoba | Club Alma Juniors, Esperanza |  |
|                |            | Reporte |         |                              |  |

| 7 de noviembre | Entre Ríos | 17 - 15 | Rosario | Club Alma Juniors, Esperanza |  |
|                |            | Reporte |         |                              |  |

| 7 de noviembre | Córdoba | 15 - 0  | Santa Fe | Club Alma Juniors, Esperanza |  |
|                |         | Reporte |          |                              |  |

## Torneo Regional NEA
El Torneo Regional del Noreste fue organizado por la Unión de Rugby del Nordeste y se jugó el 6 de noviembre en las instalaciones del San Patricio Rugby Club en Corrientes.

### Mayores
Los locales ganaron el torneo en mayores y clasificaron al Seven de la República de forma directa.
| Pos. | Equipos  | Partidos | Partidos | Partidos | Tantos | Tantos | Tantos |
| Pos. | Equipos  | G        | E        | P        | PF     | PC     | DP     |
| ---- | -------- | -------- | -------- | -------- | ------ | ------ | ------ |
| 1.°  | Nordeste | 2        | 0        | 0        | 58     | 12     | +46    |
| 2.°  | Formosa  |          |          | 1        |        |        |        |
| 3.°  | Misiones |          |          | 1        |        |        |        |

|  | Campeón. Clasifica de forma directa.       |
|  | Clasifica por cant. de jugadoras fichadas. |

| 6 de noviembre | Formosa | - | Misiones | San Patricio Rugby Club, Corrientes |  |

| 6 de noviembre | Nordeste | 38 - 0  | Formosa | San Patricio Rugby Club, Corrientes |  |
|                |          | Reporte |         |                                     |  |

| 6 de noviembre | Nordeste | 20 - 12 | Misiones | San Patricio Rugby Club, Corrientes |  |
|                |          | Reporte |          |                                     |  |

### Juveniles
El torneo juvenil consistió solamente de tres partidos entre los seleccionados de la Unión de Rugby de Misiones y la Unión de Rugby del Nordeste, ya que la Unión de Rugby de Formosa no presentó equipo en la categoría.
| Pos. | Equipos  | Partidos | Partidos | Partidos | Tantos | Tantos | Tantos |
| Pos. | Equipos  | G        | E        | P        | PF     | PC     | DP     |
| ---- | -------- | -------- | -------- | -------- | ------ | ------ | ------ |
| 1.°  | Misiones | 2        | 0        | 1        | 58     | 21     | +37    |
| 2.°  | Nordeste | 1        | 0        | 2        | 21     | 58     | -37    |

|  | Campeón. Clasifica de forma directa.       |
|  | Clasifica por cant. de jugadoras fichadas. |

| 6 de noviembre | Nordeste | 14 - 13 | Misiones | San Patricio Rugby Club, Corrientes |  |
|                |          | Reporte |          |                                     |  |

| 6 de noviembre | Misiones | 24 - 0  | Nordeste | San Patricio Rugby Club, Corrientes |  |
|                |          | Reporte |          |                                     |  |

| 6 de noviembre | Nordeste | 7 - 21  | Misiones | San Patricio Rugby Club, Corrientes |  |
|                |          | Reporte |          |                                     |  |

## Torneo Regional NOA
El Torneo Regional del Noroeste se disputó el 7 de noviembre en el Suri Rugby Club de San Salvador de Jujuy, organizado por la Unión Jujeña de Rugby. La Unión de Rugby de Tucumán se quedó con el torneo en ambas categorías.

### Mayores
| Pos. | Equipos         | Partidos | Partidos | Partidos | Tantos | Tantos | Tantos |
| Pos. | Equipos         | G        | E        | P        | PF     | PC     | DP     |
| ---- | --------------- | -------- | -------- | -------- | ------ | ------ | ------ |
| 1.°  | Tucumán         | 3        | 0        | 0        | 129    | 0      | +129   |
| 2.°  | Salta           | 2        | 0        | 1        | 58     | 41     | +17    |
| 3.°  | Jujuy           | 1        | 0        | 2        | 37     | 70     | -33    |
| 4.°  | Sgo. del Estero | 0        | 0        | 3        | 5      | 118    | -113   |

|  | Campeón. Clasifica de forma directa.       |
|  | Clasifica por cant. de jugadoras fichadas. |

| 7 de noviembre | Jujuy | 27 - 5  | Santiago del Estero | Suri Rugby Club, Jujuy |  |
|                |       | Reporte |                     |                        |  |

| 7 de noviembre | Tucumán | 31 - 0  | Salta | Suri Rugby Club, Jujuy |  |
|                |         | Reporte |       |                        |  |

| 7 de noviembre | Jujuy | 10 - 20 | Salta | Suri Rugby Club, Jujuy |  |
|                |       | Reporte |       |                        |  |

| 7 de noviembre | Santiago del Estero | 0 - 53  | Tucumán | Suri Rugby Club, Jujuy |  |
|                |                     | Reporte |         |                        |  |

| 7 de noviembre | Santiago del Estero | 0 - 38  | Salta | Suri Rugby Club, Jujuy |  |
|                |                     | Reporte |       |                        |  |

| 7 de noviembre | Jujuy | 0 - 45  | Tucumán | Suri Rugby Club, Jujuy |  |
|                |       | Reporte |         |                        |  |

### Juveniles
La Unión Santiagueña de Rugby no compitió en el torneo juvenil. 
| Pos. | Equipos | Partidos | Partidos | Partidos | Tantos | Tantos | Tantos |
| Pos. | Equipos | G        | E        | P        | PF     | PC     | DP     |
| ---- | ------- | -------- | -------- | -------- | ------ | ------ | ------ |
| 1.°  | Tucumán | 2        | 0        | 0        | 75     | 0      | +75    |
| 2.°  | Salta   | 1        | 0        | 1        | 20     | 51     | -31    |
| 3.°  | Jujuy   | 0        | 0        | 2        | 10     | 54     | -44    |

|  | Campeón. Clasifica de forma directa.       |
|  | Clasifica por cant. de jugadoras fichadas. |

| 7 de noviembre | Jujuy | 10 - 20 | Salta | Suri Rugby Club, Jujuy |  |
|                |       | Reporte |       |                        |  |

| 7 de noviembre | Tucumán | 34 - 0  | Jujuy | Suri Rugby Club, Jujuy |  |
|                |         | Reporte |       |                        |  |

| 7 de noviembre | Salta | 0 - 41  | Tucumán | Suri Rugby Club, Jujuy |  |
|                |       | Reporte |         |                        |  |

## Torneo Regional Oeste
El Torneo Regional del Oeste fue organizado por la Unión de Rugby de Cuyo y se jugó el 6 de noviembre en Los Tordos Rugby Club de Guaymallén, Provincia de Mendoza. La unión local se quedó con el título en mayores, mientras que la Unión Andina de Rugby se coronó campeón en juveniles.

### Mayores
| Pos. | Equipos  | Partidos | Partidos | Partidos | Tantos | Tantos | Tantos |
| Pos. | Equipos  | G        | E        | P        | PF     | PC     | DP     |
| ---- | -------- | -------- | -------- | -------- | ------ | ------ | ------ |
| 1.°  | Cuyo     | 1        | 1        | 0        | 26     | 17     | +9     |
| 2.°  | Andina   | 1        | 0        | 1        | 20     | 24     | -4     |
| 3.°  | San Juan | 0        | 1        | 1        | 12     | 17     | -5     |

|  | Campeón. Clasifica de forma directa.       |
|  | Clasifica por cant. de jugadoras fichadas. |

| 6 de noviembre | San Juan | 5 - 10  | Andina | Los Tordos RC, Guaymallén |  |
|                |          | Reporte |        |                           |  |

| 6 de noviembre | Cuyo | 7 - 7   | San Juan | Los Tordos RC, Guaymallén |  |
|                |      | Reporte |          |                           |  |

| 6 de noviembre | Andina | 10 - 19 | Cuyo | Los Tordos RC, Guaymallén |  |
|                |        | Reporte |      |                           |  |

### Juvenil
| Pos. | Equipos  | Partidos | Partidos | Partidos | Tantos | Tantos | Tantos |
| Pos. | Equipos  | G        | E        | P        | PF     | PC     | DP     |
| ---- | -------- | -------- | -------- | -------- | ------ | ------ | ------ |
| 1.°  | Andina   | 2        | 0        | 0        | 54     | 0      | +54    |
| 2.°  | Cuyo     | 1        | 0        | 1        | 24     | 36     | -12    |
| 3.°  | San Juan | 0        | 0        | 2        | 7      | 49     | -42    |

|  | Campeón. Clasifica de forma directa.       |
|  | Clasifica por cant. de jugadoras fichadas. |

| 6 de noviembre | San Juan | 0 - 25  | Andina | Los Tordos RC, Guaymallén |  |
|                |          | Reporte |        |                           |  |

| 6 de noviembre | Cuyo | 24 - 7  | San Juan | Los Tordos RC, Guaymallén |  |
|                |      | Reporte |          |                           |  |

| 6 de noviembre | Andina | 29 - 0  | Cuyo | Los Tordos RC, Guaymallén |  |
|                |        | Reporte |      |                           |  |

## Torneo Regional Pampeano
El Torneo Regional Pampeano se jugó el 7 de noviembre en las instalaciones del Biguá Rugby Club de Mar del Plata. La Unión de Rugby de Buenos Aires llegó al torneo con la clasificación obtenida tanto en mayores como en juveniles debido a la cantidad de jugadoras fichadas que ostentaba en cada categoría.

### Mayores
En el torneo de mayores, la URBA se quedó con el título mientras que la UROBA clasificó por cantidad de jugadoras fichadas.
| Pos. | Equipos       | Partidos | Partidos | Partidos | Tantos | Tantos | Tantos |
| Pos. | Equipos       | G        | E        | P        | PF     | PC     | DP     |
| ---- | ------------- | -------- | -------- | -------- | ------ | ------ | ------ |
| 1.°  | Buenos Aires  | 3        | 0        | 0        | 95     | 24     | +71    |
| 2.°  | Oeste         | 1        | 0        | 2        | 57     | 59     | -2     |
| 3.°  | Sur           | 1        | 0        | 2        | 49     | 66     | -17    |
| 4.°  | Mar del Plata | 1        | 0        | 2        | 39     | 91     | -52    |

|  | Campeón. Clasifica de forma directa.       |
|  | Clasifica por cant. de jugadoras fichadas. |

| 7 de noviembre | Sur | 5 - 39  | Mar del Plata | Biguá Rugby Club, Mar del Plata |  |
|                |     | Reporte |               |                                 |  |

| 7 de noviembre | Buenos Aires | 27 - 12 | Oeste | Biguá Rugby Club, Mar del Plata |  |
|                |              | Reporte |       |                                 |  |

| 7 de noviembre | Sur | 12 - 20 | Buenos Aires | Biguá Rugby Club, Mar del Plata |  |
|                |     | Reporte |              |                                 |  |

| 7 de noviembre | Oeste | 38 - 0  | Mar del Plata | Biguá Rugby Club, Mar del Plata |  |
|                |       | Reporte |               |                                 |  |

| 7 de noviembre | Sur | 32 - 7  | Oeste | Biguá Rugby Club, Mar del Plata |  |
|                |     | Reporte |       |                                 |  |

| 7 de noviembre | Mar del Plata | 0 - 48  | Buenos Aires | Biguá Rugby Club, Mar del Plata |  |
|                |               | Reporte |              |                                 |  |

### Juveniles
| Pos. | Equipos       | Partidos | Partidos | Partidos | Tantos | Tantos | Tantos |
| Pos. | Equipos       | G        | E        | P        | PF     | PC     | DP     |
| ---- | ------------- | -------- | -------- | -------- | ------ | ------ | ------ |
| 1.°  | Oeste         | 3        | 0        | 0        | 87     | 10     | +77    |
| 2.°  | Buenos Aires  | 2        | 0        | 1        | 63     | 29     | +34    |
| 3.°  | Mar del Plata | 1        | 0        | 2        | 15     | 65     | -50    |
| 4.°  | Sur           | 0        | 0        | 3        | 17     | 78     | -61    |

|  | Campeón. Clasifica de forma directa.       |
|  | Clasifica por cant. de jugadoras fichadas. |

| 7 de noviembre | Sur | 5 - 15  | Mar del Plata | Biguá Rugby Club, Mar del Plata |  |
|                |     | Reporte |               |                                 |  |

| 7 de noviembre | Buenos Aires | 10 - 17 | Oeste | Biguá Rugby Club, Mar del Plata |  |
|                |              | Reporte |       |                                 |  |

| 7 de noviembre | Sur | 12 - 20 | Buenos Aires | Biguá Rugby Club, Mar del Plata |  |
|                |     | Reporte |              |                                 |  |

| 7 de noviembre | Oeste | 27 - 0  | Mar del Plata | Biguá Rugby Club, Mar del Plata |  |
|                |       | Reporte |               |                                 |  |

| 7 de noviembre | Sur | 0 - 43  | Oeste | Biguá Rugby Club, Mar del Plata |  |
|                |     | Reporte |       |                                 |  |

| 7 de noviembre | Mar del Plata | 0 - 33  | Buenos Aires | Biguá Rugby Club, Mar del Plata |  |
|                |               | Reporte |              |                                 |  |

## Torneo Regional Patagónico
El Torneo Regional Patagónico se jugó el 6 y 7 de noviembre en Gaiman, Provincia del Chubut, en las instalaciones de Draig Goch Rugby Club. La Unión de Rugby del Alto Valle y la Unión de Rugby Austral se quedaron con la clasificación en las dos categorías, con ambas uniones ganando un torneo y clasificando en el otro por cantidad de jugadoras fichadas.

### Mayores
| Pos. | Equipos          | Partidos | Partidos | Partidos | Tantos | Tantos | Tantos | Pts. |
| Pos. | Equipos          | G        | E        | P        | PF     | PC     | DP     | Pts. |
| ---- | ---------------- | -------- | -------- | -------- | ------ | ------ | ------ | ---- |
| 1.°  | Alto Valle       | 5        | 0        | 0        | 161    | 17     | +144   | 25   |
| 2.°  | Chubut           | 4        | 0        | 1        | 123    | 47     | +76    | 18   |
| 3.°  | Austral          | 3        | 0        | 2        | 123    | 58     | +65    | 14   |
| 4.°  | Tierra del Fuego | 2        | 0        | 3        | 101    | 76     | +25    | 10   |
| 5.°  | Lagos del Sur    | 0        | 1        | 4        | 15     | 166    | -151   | 2    |
| 6.°  | Santa Cruz       | 0        | 1        | 4        | 20     | 179    | -159   | 2    |

|  | Campeón. Clasifica de forma directa.       |
|  | Clasifica por cant. de jugadoras fichadas. |

| 6 de noviembre | Chubut | 21 - 10 | Tierra del Fuego | Draig Goch Rugby Club, Gaiman |  |
|                |        | Reporte |                  |                               |  |

| 6 de noviembre | Lagos del Sur | 15 - 15 | Santa Cruz | Draig Goch Rugby Club, Gaiman |  |
|                |               | Reporte |            |                               |  |

| 6 de noviembre | Alto Valle | 27 - 5  | Austral | Draig Goch Rugby Club, Gaiman |  |
|                |            | Reporte |         |                               |  |

| 6 de noviembre | Chubut | 35 - 5  | Santa Cruz | Draig Goch Rugby Club, Gaiman |  |
|                |        | Reporte |            |                               |  |

| 6 de noviembre | Tierra del Fuego | 39 - 0  | Lagos del Sur | Draig Goch Rugby Club, Gaiman |  |
|                |                  | Reporte |               |                               |  |

| 6 de noviembre | Santa Cruz | 0 - 55  | Alto Valle | Draig Goch Rugby Club, Gaiman |  |
|                |            | Reporte |            |                               |  |

| 6 de noviembre | Chubut | 19 - 5  | Austral | Draig Goch Rugby Club, Gaiman |  |
|                |        | Reporte |         |                               |  |

| 6 de noviembre | Tierra del Fuego | 7 - 31  | Alto Valle | Draig Goch Rugby Club, Gaiman |  |
|                |                  | Reporte |            |                               |  |

| 6 de noviembre | Austral | 48 - 0  | Lagos del Sur | Draig Goch Rugby Club, Gaiman |  |
|                |         | Reporte |               |                               |  |

| 7 de noviembre | Chubut | 43 - 0  | Lagos del Sur | Draig Goch Rugby Club, Gaiman |  |
|                |        | Reporte |               |                               |  |

| 7 de noviembre | Tierra del Fuego | 33 - 0  | Santa Cruz | Draig Goch Rugby Club, Gaiman |  |
|                |                  | Reporte |            |                               |  |

| 7 de noviembre | Chubut | 5 - 27  | Alto Valle | Draig Goch Rugby Club, Gaiman |  |
|                |        | Reporte |            |                               |  |

| 7 de noviembre | Tierra del Fuego | 12 - 24 | Austral | Draig Goch Rugby Club, Gaiman |  |
|                |                  | Reporte |         |                               |  |

| 7 de noviembre | Lagos del Sur | 0 - 21  | Alto Valle | Draig Goch Rugby Club, Gaiman |  |
|                |               | Reporte |            |                               |  |

| 7 de noviembre | Santa Cruz | 0 - 41  | Austral | Draig Goch Rugby Club, Gaiman |  |
|                |            | Reporte |         |                               |  |

### Juveniles
La Unión de Rugby Austral ganó el certamen de juveniles por segundo año consecutivo.
| Pos. | Equipos          | Partidos | Partidos | Partidos | Tantos | Tantos | Tantos | Pts. |
| Pos. | Equipos          | G        | E        | P        | PF     | PC     | DP     | Pts. |
| ---- | ---------------- | -------- | -------- | -------- | ------ | ------ | ------ | ---- |
| 1.°  | Austral          | 5        | 0        | 0        | 118    | 17     | +101   | 22   |
| 2.°  | Alto Valle       | 3        | 0        | 2        | 121    | 54     | +67    | 16   |
| 3.°  | Lagos del Sur    | 3        | 0        | 2        | 93     | 54     | +39    | 15   |
| 4.°  | Santa Cruz       | 2        | 0        | 3        | 78     | 97     | -19    | 10   |
| 5.°  | Tierra del Fuego | 2        | 0        | 3        | 50     | 100    | -50    | 9    |
| 6.°  | Chubut           | 0        | 0        | 5        | 5      | 143    | -138   | 0    |

|  | Campeón. Clasifica de forma directa.       |
|  | Clasifica por cant. de jugadoras fichadas. |

| 6 de noviembre | Chubut | 5 - 25  | Tierra del Fuego | Draig Goch Rugby Club, Gaiman |  |
|                |        | Reporte |                  |                               |  |

| 6 de noviembre | Lagos del Sur | 20 - 25 | Santa Cruz | Draig Goch Rugby Club, Gaiman |  |
|                |               | Reporte |            |                               |  |

| 6 de noviembre | Alto Valle | 10 - 29 | Austral | Draig Goch Rugby Club, Gaiman |  |
|                |            | Reporte |         |                               |  |

| 6 de noviembre | Chubut | 0 - 36  | Santa Cruz | Draig Goch Rugby Club, Gaiman |  |
|                |        | Reporte |            |                               |  |

| 6 de noviembre | Tierra del Fuego | 0 - 36  | Lagos del Sur | Draig Goch Rugby Club, Gaiman |  |
|                |                  | Reporte |               |                               |  |

| 6 de noviembre | Santa Cruz | 5 - 31  | Alto Valle | Draig Goch Rugby Club, Gaiman |  |
|                |            | Reporte |            |                               |  |

| 6 de noviembre | Chubut | 0 - 20  | Austral | Draig Goch Rugby Club, Gaiman |  |
|                |        | Reporte |         |                               |  |

| 6 de noviembre | Tierra del Fuego | 10 - 33 | Alto Valle | Draig Goch Rugby Club, Gaiman |  |
|                |                  | Reporte |            |                               |  |

| 6 de noviembre | Austral | 24 - 7  | Lagos del Sur | Draig Goch Rugby Club, Gaiman |  |
|                |         | Reporte |               |                               |  |

| 7 de noviembre | Chubut | 0 - 20  | Lagos del Sur | Draig Goch Rugby Club, Gaiman |  |
|                |        | Reporte |               |                               |  |

| 7 de noviembre | Tierra del Fuego | 15 - 12 | Santa Cruz | Draig Goch Rugby Club, Gaiman |  |
|                |                  | Reporte |            |                               |  |

| 7 de noviembre | Chubut | 0 - 42  | Alto Valle | Draig Goch Rugby Club, Gaiman |  |
|                |        | Reporte |            |                               |  |

| 7 de noviembre | Tierra del Fuego | 0 - 14  | Austral | Draig Goch Rugby Club, Gaiman |  |
|                |                  | Reporte |         |                               |  |

| 7 de noviembre | Lagos del Sur | 5 - 10  | Alto Valle | Draig Goch Rugby Club, Gaiman |  |
|                |               | Reporte |            |                               |  |

| 7 de noviembre | Santa Cruz | 0 - 31  | Austral | Draig Goch Rugby Club, Gaiman |  |
|                |            | Reporte |         |                               |  |